# Шомет
Шомет (фр. Chomette) насеље је и општина у централној Француској у региону Оверња, у департману Горња Лоара која припада префектури Бријуд.
По подацима из 2011. године у општини је живело 145 становника, а густина насељености је износила 21,01 становника/km². Општина се простире на површини од 6,9 km². Налази се на средњој надморској висини од 652 метара (максималној 743 m, а минималној 573 m).

## Демографија
| 1962. | 1968. | 1975. | 1982. | 1990. | 1999. | 2011. |
| ----- | ----- | ----- | ----- | ----- | ----- | ----- |
| 142   | 143   | 147   | 147   | 128   | 131   | 145   |

График промене броја становника у току последњих година